# Bellaguarda
Bellaguarda település Spanyolországban, Lleida tartományban. Bellaguarda Juncosa, Margalef, Flix és La Granadella községekkel határos. Lakosainak száma 288 fő (2024).

## Népesség
A település lakosságának változását az alábbi diagram mutatja:
| Lakosok száma | 222  | 791  | 631  | 560  | 396  | 360  | 334  | 307  | 287  | 288  |
|               | 1787 | 1900 | 1940 | 1960 | 1986 | 2005 | 2010 | 2014 | 2019 | 2024 |